# Малигонов, Антон Александрович
Малиго́нов Анто́н Алекса́ндрович (25 декабря 1875 года, Тирасполь — 28 августа 1931 год, Краснодар) — специалист по общей зоотехнии, один из основоположников исследования закономерностей онтогенеза, профессор.

## Биография
Родился в городе Тирасполе в семье служащего. Окончил Ново-Александрийский институт сельского хозяйства и лесоводства (1906). Стажировался в Германии, Австро-Венгрии и Швейцарии.
- Работал[когда?]

 преподавателем и проректором в Вологодском молочно хозяйственном институте.
- С 1915 — профессор кафедры частной зоотехнии Донского политехнического института и Донского СХИ в городе Новочеркасске.
- с 1920 — заведующей кафедрой общей зоотехнии Кубанского политехнического института в городе Краснодаре.

### Научные интересы
Исследовательская работа Антона Александровича была связана с экспедиционным обследованием состояния животноводства на севере России — молочных стад, разводимых по рекам Сухони и Вычегде (1916—1917).
- С 1918 по 1928 участвовал в экспедициях по изучению животноводства Донской области, Кубанского края, Чечни, Ингушетии, Кабарды, Сибири.
- 1925 — Занимался изучением роста скелета и мышц млекопитающих. Вслед за профессором Н. П. Червинским подтвердил, что в условиях недокорма сельскохозяйственных животных, в бо́льшей мере страдают органы с максимальной скоростью роста в этот период. В зоотехнии это положение сформулировано как «закон недоразвития» Чирвинского—Малигонова[1].

28 августа 1931 года после тяжёлой болезни Антон Александрович скончался и похоронен в г. Краснодаре.

## Публикации
- Опубликовал более 30 книг и 50 научных статей.
- Изданы его «Избранные труды»[2]; редактор — профессор П. Д. Пшеничный.